# Gerberstraße (Weimar)

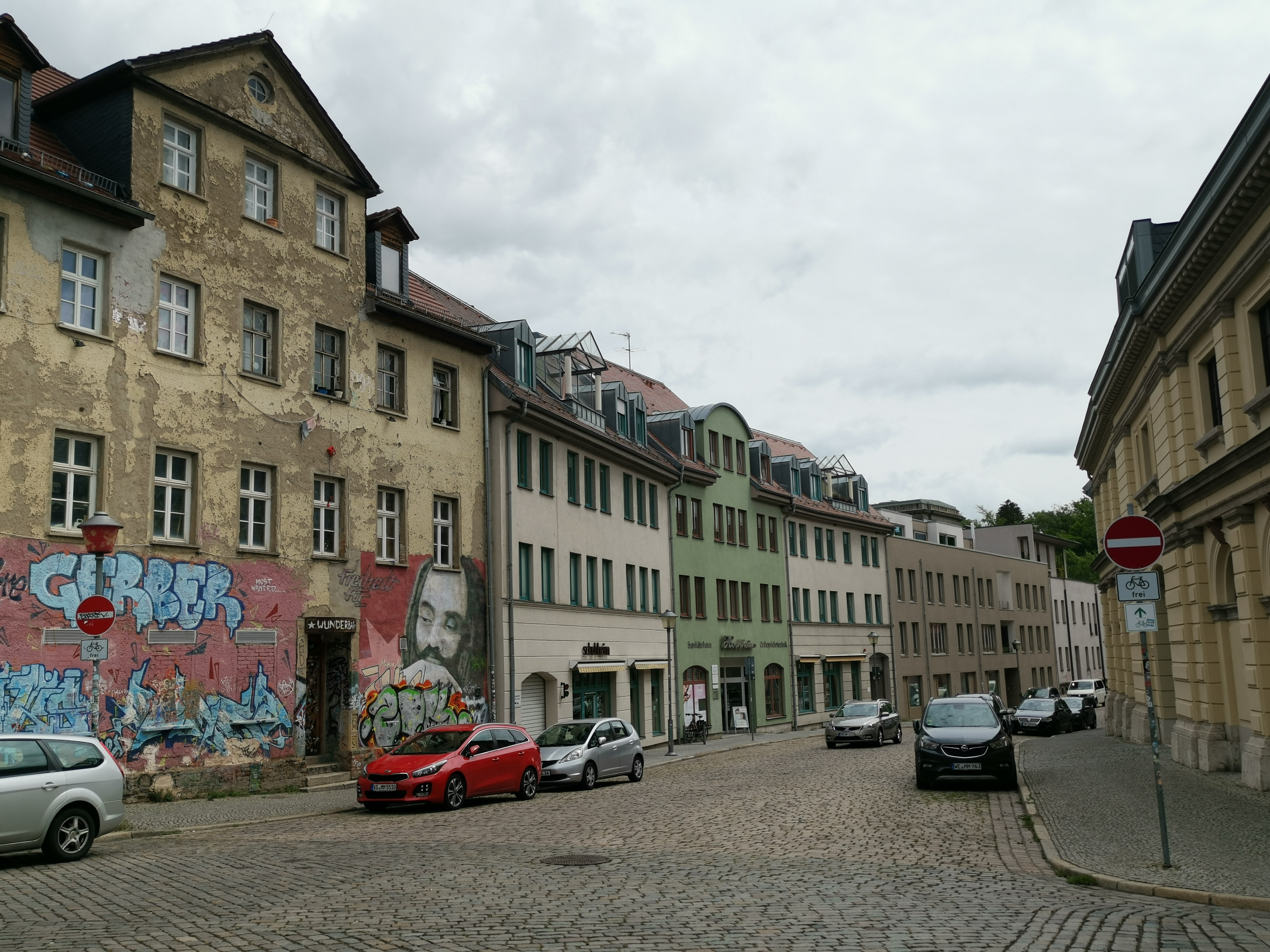
Gerberstraße (2020)

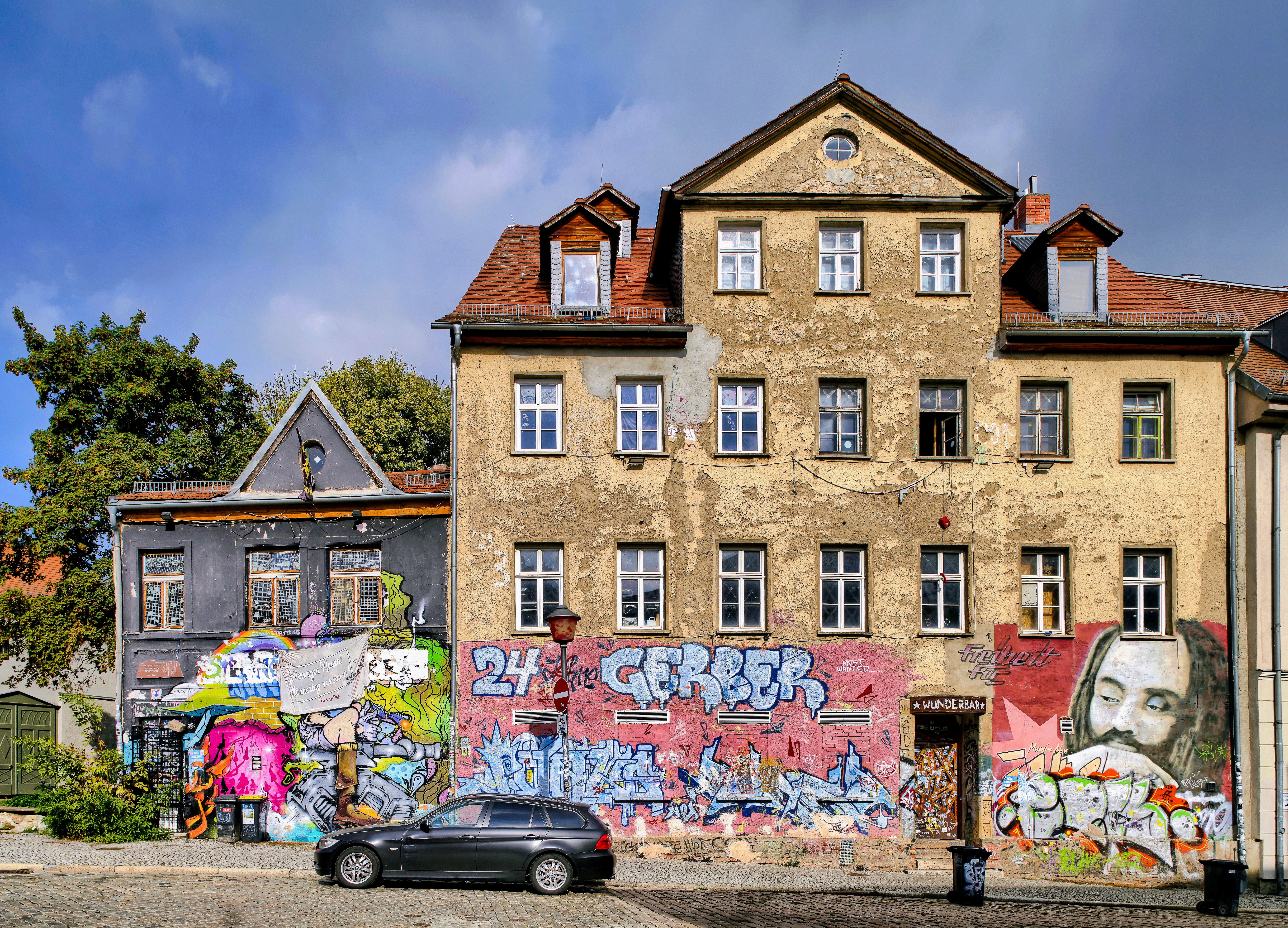
Weimar, Gerberstr. 3 (2022)

Im Anschluss an den Untergraben in Weimar beginnt die Gerberstraße, die bis zur Ilm führt. Sie ist eine Anliegerstraße.
Dort befand sich einst der Gerberteich. Benannt wurde dieser Straßenzug nach dem einst hier ansässigen Gerbern. Sie hieß vormals Gerbergasse oder Große Gerbergasse. Sie wurde 1394 erstmalig urkundlich erwähnt. In der Gerberstraße 13 befindet sich das Haus der Siebenten-Tags-Adventisten, eine umgebaute ehemalige Färberei in direkter Nähe zur Ilm, das am 29. Dezember 1951 eingeweiht wurde. Seit 1907 gibt es in Weimar die Siebenten-Tags-Adventisten, die in den 1920er Jahren eine rege Wohlfahrtspflege in der Stadt entfalteten. Sie hatten zunächst Am Jakobskirchhof einen Gemeindesaal, der aber bei den Luftangriffen auf Weimar am 9. Februar 1945 zerstört wurde. In dieses Gebäude wurde 1989 eine Orgel aus der von dem Gothaer Orgelbauer Rudolf Böhm begründeten Orgelbauanstalt eingebaut. Der Straßenzug wird gekreuzt vom Brühl und der Marstallstraße, macht dann an der Ilm einen Bogen und endet am Kegelplatz unterhalb der Kegelbrücke. Zu erwähnen ist auch die Hausnr. 3, der einstige Grimmenstein. Sie liegt noch im Bereich der Weimarer Altstadt.

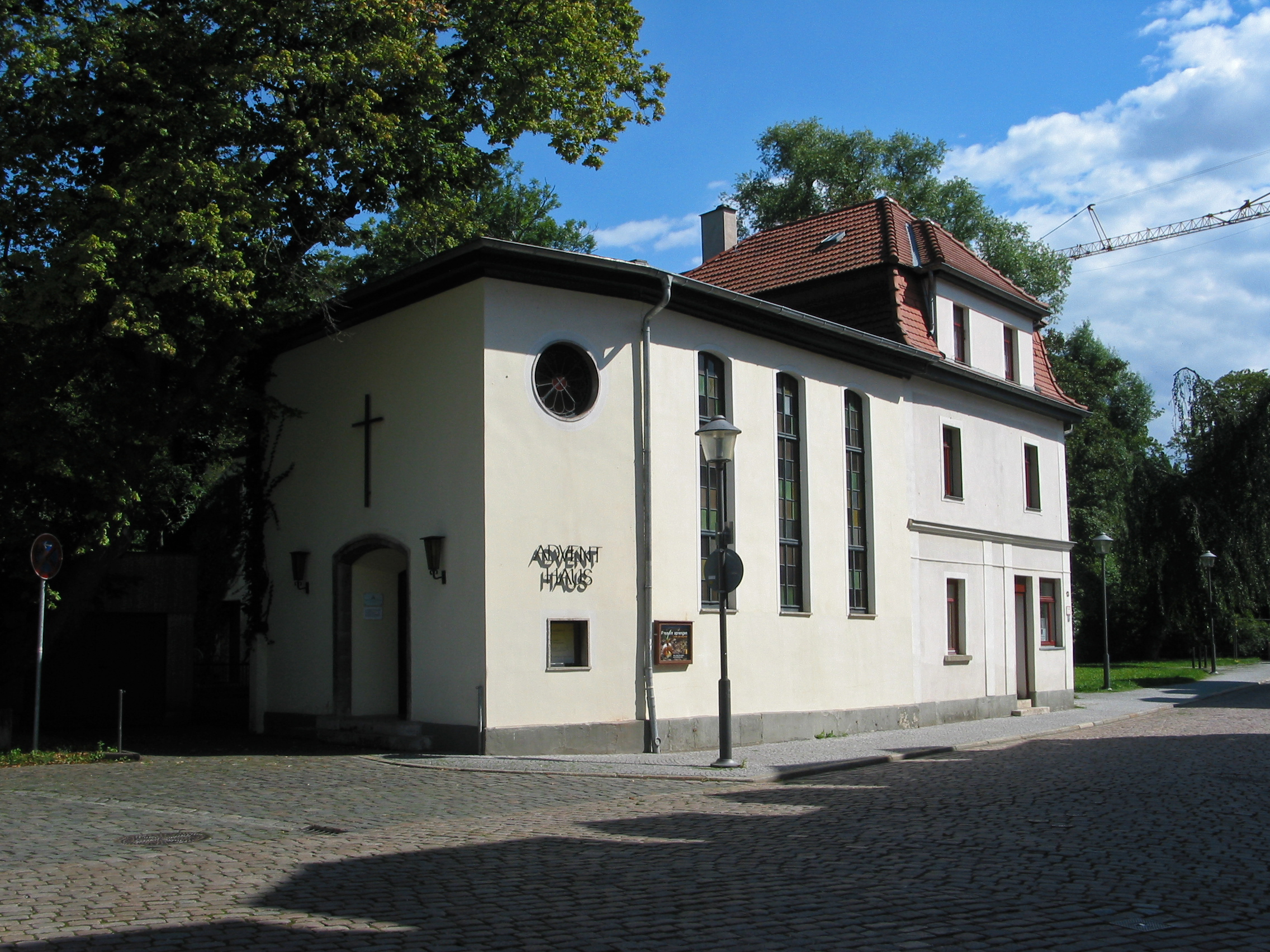
Adventhaus Weimar

Die bauliche Gesamtanlage der Gerberstraße ist gemäß § 2 (2) Nr. 1 ThDSchG als Kulturdenkmal geschützt. Der gesamte Straßenzug der Gerberstraße steht daher auf der Liste der Kulturdenkmale in Weimar (Sachgesamtheiten und Ensembles).